# 有機化学
有機化学（ゆうきかがく、英: organic chemistry）は化学の一分野であり、有機化合物や有機材料、すなわち炭素原子を含むさまざまな形態の物質の構造、特性、反応を科学的に研究する学問である。構造の研究では、その構造式を決定する。特性の研究には、物理的および化学的性質、化学反応性の評価が含まれ、挙動を理解する。有機反応の研究には、天然物、薬物、ポリマーの化学合成、そして実験室や理論的研究（in silico）による個々の有機分子の研究が含まれる。
有機化学で研究される化学物質の範囲には、炭化水素（炭素と水素のみを含む化合物）だけでなく、炭素を基盤に他の元素、特に酸素、窒素、硫黄、リン（多くの生化学物質に含まれる）、ハロゲンを含む化合物も含まれる。有機金属化学は、炭素と金属との結合を含む化合物を研究する分野である。
有機化合物は、あらゆる地球上生命の基礎を成し、既知の化学物質の大部分をも占めている。原子価4を有する炭素の結合様式（形式的には単結合、二重結合、三重結合、および非局在化した電子構造）により、有機化合物は構造的に多様で、応用範囲は広大である。有機化合物は、医薬品、石油化学製品、農薬、潤滑剤、溶剤、プラスチック、燃料、爆薬など、多くの商業製品の原料あるいは構成要素となる。有機化学の研究は、有機金属化学や生化学だけでなく、医薬品化学、高分子化学、材料科学とも重なり合っている。

## 教育的側面
有機化学は通常、大学レベルで教えられる。非常に難易度の高い科目と見なされているが、学生に理解しやすいよう工夫されている。

## 歴史

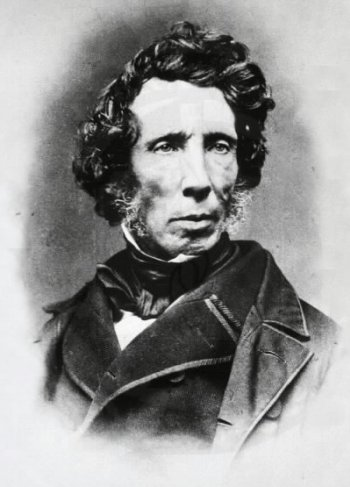
フリードリヒ・ヴェーラー

18世紀以前、化学者たちは一般に、生物から得られる化合物は生命力が備わっており、無機化合物とは異なると考えていた。生気論（生命力説）の概念によれば、有機物は「生命力」を備えているとされていた。19世紀前半には、有機化合物に関する最初の体系的研究がいくつか報告された。1816年頃、ミシェル＝ウジェーヌ・シュヴルールは、さまざまな油脂とアルカリから作られる石鹸の研究を始めた。彼は、アルカリと結合して石鹸を生成する酸を分離した。これらはすべて個別の化合物であったことから、彼は、さまざまな油脂（伝統的に有機物由来）に化学変化を起こし、「生命力」がなくとも新しい化合物を生成することが可能であることを実証した。1828年、フリードリヒ・ヴェーラーは、無機の原料（シアン酸カリウムと硫酸アンモニウム）から尿の成分である尿素（カルバミド）を合成した。これは現在「ヴェーラー合成」と呼ばれている。ヴェーラー自身は、生気論を反証したと主張することに慎重だったが、これは生物学的（有機）な原料を使用せず、有機物質と考えられていた物質が実験室で合成された初めての事例であった。この出来事は、現在では生気論の教義を反証するものとして広く認められている。
ヴェーラーの後、ユストゥス・フォン・リービッヒが有機化学の体系化に取り組み、その主要な創始者の一人とみなされている。
1856年、ウィリアム・ヘンリー・パーキンはキニーネの製造を試みていた際に、偶然にも現在「パーキンのモーブ」として知られる有機染料を合成した。彼の発見は経済的な成功によって広く知られるようになり、有機化学への関心を大いに高めた。
有機化学における重要な飛躍的進歩は、1858年にフリードリヒ・アウグスト・ケクレとアーチボルド・スコット・クーパーによって、独立して構築された化学構造という概念である。両研究者は、4価の炭素原子が互いに結合して炭素格子を形成し、適切な化学反応を巧みに解釈することによって、原子結合の詳細な様式を識別することができると提案した。
医薬品産業の時代は、19世紀最後の10年間に、ドイツのバイエル社が初めてアセチルサリチル酸（一般にはアスピリンとして知られている）を製造したときに始まった。1910年までに、パウル・エールリヒと彼の研究グループは、梅毒の初めての有効な治療薬としてヒ素を主成分としたアルスフェナミン（サルバルサン）の開発に着手し、化学療法という医療行為の幕を開いた。エールリヒは「魔法の弾丸（特効薬）」という概念や、薬物療法を体系的に改善する手法を普及させた。彼の研究室は、ジフテリアに対する抗血清の開発と、治療用血清の標準化に決定的な貢献を果たした。

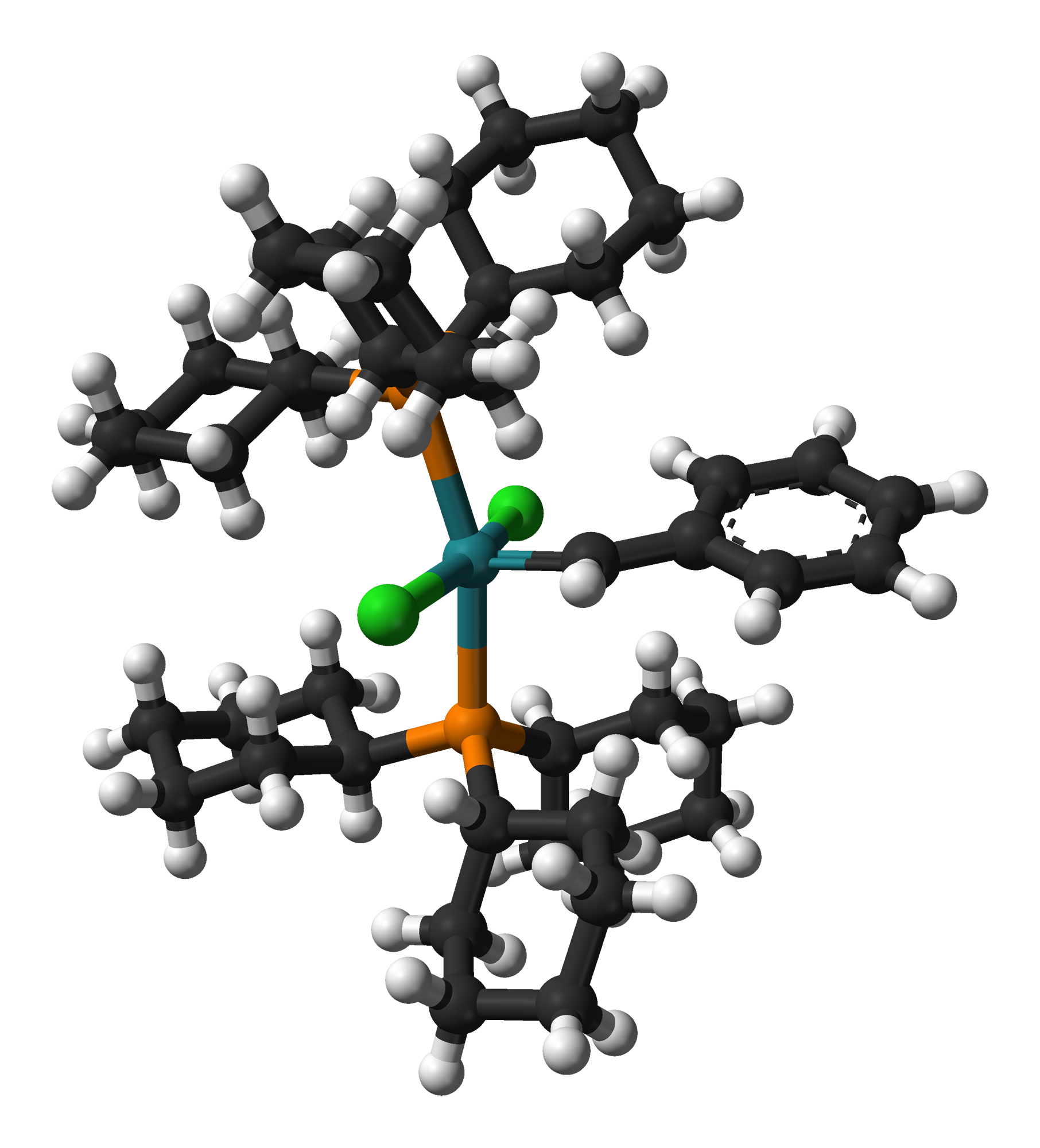
グラブス触媒と呼ばれる有機金属分子触媒の例。その化学式は通常、RuCl_{2}(PCy_{3})_{2}(=CHPh) と表され、球棒モデルはX線結晶構造解析に基づいて作成されてる。単一の金属原子であるルテニウム(Ru) (青緑色) が構造の中心に位置している。ルテニウム原子に 2つの塩素 (緑色) が結合している。炭素原子は黒、水素は灰白色、リンは橙色で表されている。リン-配位子が結合したトリシクロヘキシルホスフィン (PCy) が中心下部に位置している。もう1つの PCy 配位子が上部に、環が重なって示されている。右側に突出している環基、アルキリデンは、ルテニウムとの金属-炭素二重結合を持っている。

有機化合物の反応とその応用に関する初期の事例は、多くの場合、偶然と予期せぬ観察への備えが組み合わさって発見された。しかし、19世紀後半には、有機化合物の体系的な研究が始まった。合成インディゴの開発は、その好例である。アドルフ・フォン・バイヤーが開発したインディゴの合成方法により、植物由来のインディゴの生産量は1897年の19,000トンから、1914年には1,000トンに減少した。2002年には、石油化学製品から17,000トンの合成インディゴが生産された。
20世紀前半には、ポリマーと酵素が大きな有機分子であることや、石油が生物由来であることも明らかになった。

複雑な有機化合物を多段階に合成することを全合成という。複雑な天然化合物の全合成は、グルコースからテルピネオールへ至るまで、複雑さを増してきた。たとえば、コレステロール関連化合物は、複雑なヒトホルモンやその修飾誘導体の合成への道を切り開いた。20世紀初頭以降、全合成の複雑性は増大し、リゼルグ酸やビタミンB12などの非常に複雑な分子も対象となっている。

ビタミンB_{12}の全合成は、有機化学における重要な成果となった

石油の発見と石油化学産業の発展は、有機化学の発展を後押しした。さまざまな化学プロセスによって、個々の石油化合物を「各種の化合物」に変換することで有機反応を起こし、プラスチック、合成ゴム、有機接着剤、さまざまな特性改質用石油添加剤、触媒など、幅広い工業製品や商業製品が生み出された。
生物に存在する化合物の大部分は炭素化合物であるため、有機化学と生化学の関連性は密接であり、生化学は本質的に有機化学の一分野とみなすこともできる。生化学の歴史は約4世紀にわたると考えられているが、この分野の基本的な理解が深まったのは19世紀後半であり、生化学という用語が実際に使われたのは20世紀初頭である。この分野の研究は20世紀を通じて増加の一途をたどり、その増加に衰えは見られなかった。これは、BIOSIS Previews や Biological Abstracts などの抄録・索引サービスを見れば明らかで、1920年代に年1冊の刊行物として発行されていたものが、非常に急速に成長し、20世紀末には日常的に利用可能なオンラインデータベースのみとなった。

## 特性評価
有機化合物は、混合物として存在することが多いため、純度を評価するためのさまざまな技術が開発されている。この用途においては、特にクロマトグラフィー技術が重要で、高速液体クロマトグラフィーやガスクロマトグラフィーなどが含まれる。伝統的な分離方法としては、蒸留、結晶化、蒸発、磁気分離、溶媒抽出などがあげられる。
有機化合物の特性評価には、伝統的に「湿式法」と呼ばれるさまざまな化学試験に依っていたが、それらは分光法やその他のコンピュータを駆使した分析手法にほとんど置き換えられた。主な分析手法を、おおよその有用性の順に紹介する。
- 核磁気共鳴分光法（NMR）は、最も一般的に使用される手法であり、相関分光法を用いることで、原子の結合や立体化学さえも完全に決定することが可能である。有機化学の主要な構成原子である水素と炭素は、自然にはそれぞれ 1H と 13C というNMR応答性同位体が存在する。

- 元素分析（英語版）：分子の元素組成を決定するために用いられる破壊的な手法。次に説明する質量分析法も参照のこと。

- 質量分析法は、化合物の分子量を示し、さらにフラグメンテーションパターン（英語版）から、その構造を推定する。高分解能質量分析法は通常、化合物の正確な化学式を特定することができるため、元素分析の代わりに使用される。かつては、質量分析法は揮発性のある中性分子に限定されていたが、高度なイオン化技術により、事実上あらゆる有機化合物の「質量スペクトル」を取得できるようになった。

- 構造結晶解析は、物質の単結晶が入手できる場合に、分子構造を決定するために有用である。高性能なハードウェアとソフトウェアにより、適切な結晶を入手してから数時間以内に構造を決定できる。

赤外分光法、旋光度計、紫外/可視分光法（UV/VIS分光法）などの従来の分光法は、比較的非特異的な構造情報を提供するが、特定の用途では現在も用いられている。屈折率と密度も、物質の同定において重要となる場合がある。

## 特性
有機化合物の関心のある物理的特性は、一般に、定量的特性と定性的特性の両方が含まれる。定量的特性には、融点、沸点、溶解度、屈折率などがあり、定性的特性には、臭気、粘度、色などがある。

### 融解と沸騰
有機化合物は通常、融解し、多くは沸騰する。対照的に、無機物質は一般的に融解するが、多くは沸騰せず、むしろ分解する傾向がある。かつては、融点（m.p.）と沸点（b.p.）は有機化合物の純度と同定に関する重要な情報源であった。融点と沸点は、分子の極性や分子量と相関がある。一部の有機化合物、特に対称形のものは昇華する。昇華する有機化合物のよく知られた例として、現代の防虫剤の芳香成分であるパラジクロロベンゼンがある。有機化合物は通常、300 °Cを超える温度では不安定となるが、一部の例外もある。

### 溶解性
中性有機化合物は、疎水性を有す傾向がある。すなわち有機溶媒よりも水への溶解度が低い。例外として、イオン性基を含む有機化合物や、水素結合が生じる低分子量のアルコール、アミン、カルボン酸などがある。それ以外の有機化合物は、有機溶媒に溶解する傾向がある。溶解性は有機溶質と有機溶媒によって大きく異なる。

### 固体特性
分子結晶や共役系を持つ有機ポリマーの多様で特殊な特性は、用途に応じて興味深いものがある。たとえば、熱機械的特性や電気機械的特性（圧電効果）、電気伝導性（導電性ポリマーおよび有機半導体）、電気光学的特性（非線形光学）などがあげられる。歴史的な理由から、これらの特性は主に高分子科学や材料科学の分野で研究対象となっている。

## 命名法

同一の有機化合物に対するさまざまな表現と名称

有機化合物の名称は、一連の規則に従う論理的な系統的命名と、さまざまな慣習に従う非系統的命名がある。系統的命名法は、IUPAC（国際純正・応用化学連合）の規定によって定められている。系統的命名法は、対象となる分子内にある親構造の名称から始まる。次に、親構造体の名称に、接頭辞、接尾辞、および数字を付加して、その構造を明確に表す。数百万種もの有機化合物が知られていることを考えると、系統的命名を厳密に使用するのは煩雑である。したがって、単純な化合物については IUPAC の勧告が厳格に遵守されるが、複雑な分子ではそうではない。系統的命名法を使用するには、親構造の構造と名称を知っておく必要がある。親構造には、置換基のない炭化水素、複素環、およびそれらのモノ官能化誘導体が含まれる。
非系統的命名法は、少なくとも有機化学者にとっては、より単純で明確である。非系統的名称は、化合物の構造を示さない。これらは、ほとんどの天然物を含む複雑な分子に広く使用される。たとえば、非系統的名称の「リセルグ酸ジエチルアミド」（lysergic acid diethylamide）は、系統的命名では (6aR,9R)-N,N-diethyl-7-methyl-4,6,6a,7,8,9-hexahydroindolo-[4,3-fg] quinoline-9-carboxamide となる。
コンピュータの普及に伴い、機械による解釈を目的とした別の命名法も開発されてきた。よく使われる形式として、SMILES と InChI の2つがある。

### 構造図
有機分子は一般的に、図や構造式、あるいは図と化学記号を組み合わせて記述される。骨格式は単純で明確である。この記法では、各線の端点と交点は 1つの炭素原子を表し、水素原子は明示的に表記するか、4価炭素であることから水素原子が存在すると仮定する。

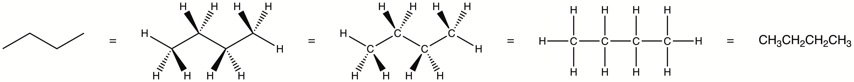
この図は、有機化合物ブタンの 5つの異なる構造表現を表している。左端の構造は、水素原子を除いた骨格式である。2番目の構造は水素原子を追加した図で、黒塗り三角形の結合は水素原子が読者に向かっていることを示し、斜線で描かれた結合は原子が読者から離れる方向を向いていることを示し、実線の（平坦な）結合は、結合が画面（紙面）の平面内にあることを示している。中央の構造は4つの炭素原子を示している。4番目の構造は、3次元表現を省略し、原子と結合のみを示した図である。右端の構造はブタンの示性式（短縮構造式）である。

### 命名法の歴史
1880年までに、新しい合成技術と分析技術の進歩に伴い、発見される化合物の数が爆発的に増加した。グリニャールは、この状況を「chaos le plus complet」（完全な無秩序）と表現した。これは、慣例が確立されていなかったため、同じ化合物に複数の名前が付けられる可能性があったためである。この状況を受けて、1892年にジュネーブ規則が制定された。

## 有機化合物の分類

### 官能基

カルボン酸類は、カルボキシル基 (-COOH）という官能基を持つ。ここに示す酢酸はその一例である。

有機化学において官能基の概念は、構造を分類する手段としても、特性を予測する手段としても、中心的な役割を果たしている。官能基は分子の構成要素であり、その官能基の反応性は、ある程度の範囲内でさまざまな分子で同じであると想定される。官能基は、有機化合物の化学的および物理的特性に決定的な影響を及ぼす可能性がある。分子は、その官能基に基づいて分類される。たとえば、アルコールはすべて C-O-H というサブユニットを持っている。すべてのアルコールは親水性の傾向があり、通常はエステルを形成し、対応するハロゲン化物に変換することができる。ほとんどの官能基はヘテロ原子（C および H 以外の原子）を含むことを特徴としている。有機化合物は、官能基、アルコール、カルボン酸、アミンなどによって分類される。官能基は、分子の周囲の部位に電子的な影響を与え、分子の酸性度または塩基性度を高める。
分子付加基／官能基の pKa（塩基性度）が増加するにつれ、測定された双極子の強度が増加する。官能基（pKa が高い、すなわち塩基性）に指向した双極子はその方向を指し、距離が増すにつれて強度は減少する。双極子の距離（オングストローム単位）と官能基に対する立体障害は、分子間および分子内において、周囲の環境と pH 値に影響を与える。
官能基によって  pKa  値および結合強度（単結合、二重結合、三重結合）が異なり、pKa  が低いほど求電子性が高まり、pKa が高いほど求核性が高まる。より塩基性／求核性の高い官能基は、別の分子（分子間）または同一分子（分子内）にある、よりpKa の低い求電子性官能基を攻撃しようとする。アシル基やカルボニル基など、pKa 値が正味酸性の範囲内にある基はすべて攻撃の対象となる。pKa  値が高いほど攻撃を受ける可能性は低下するため、pKa 値が最も低い塩化アシル部が最も攻撃されやすく、次いでカルボン酸（pKa = 4）、チオール（13）、マロン酸（13）、アルコール（17）、アルデヒド（20）、ニトリル（25）、エステル（25）、アミン（35）の順となる。アミンは塩基性が非常に高く、優れた求核剤／攻撃剤である。

### 脂肪族化合物
脂肪族炭化水素は、飽和状態に応じて、3つの同族列に分類される。
- アルカン（パラフィン）： 二重結合や三重結合を持たない脂肪族炭化水素、すなわち、C-C、C-Hの単結合のみからなる。

- アルケン（オレフィン）： 1つ以上の二重結合を持つ脂肪族炭化水素、すなわち、ジオレフィン（ジエン）またはポリオレフィン。

- アルキン（アセチレン）： 1つ以上の三重結合を持つ脂肪族炭化水素。

残りの化合物は、含まれる官能基によって分類される。そのような化合物は、直鎖型、分枝鎖型、または環状型の場合がある。分岐の程度は、石油化学におけるオクタン価やセタン価などの特性に影響を与える。
飽和化合物（脂環式化合物）と不飽和化合物のどちらも環状誘導体として存在する。最も安定した環は、5個または6個の炭素原子から構成され、大きな環（大環状化合物）や小さな環もよく見られる。最も小さなシクロアルカン族は 3員環のシクロプロパン ((CH2)3) である。飽和環状化合物は単結合のみ有するのに対し、芳香族環は交互二重結合（または共役二重結合）を有する。シクロアルカンは多重結合を含まないが、シクロアルケンとシクロアルキンは多重結合を含む。

### 芳香族化合物

ベンゼンは、最も単純で安定した芳香族化合物としてよく知られている。

芳香族炭化水素は、共役二重結合を有する。このことは、環内のすべての炭素原子が sp2 混成であることを意味し、それにより安定性が向上する。最も重要な例はベンゼンで、その構造はアウグスト・ケクレによって定式化された。彼はその構造を説明する際に、非局在化原理、すなわち共鳴原理を初めて提唱した。一般的な環状化合物の場合、芳香族性は 4n + 2 個の非局在化 π電子の存在によってもたらされる（n は整数）。特異な不安定性（反芳香族性）は、4n 個の共役 π電子の存在によって生じる。

### 複素環化合物
環状炭化水素の特性は、ヘテロ原子の存在によっても変化する。ヘテロ原子が、環の外部に結合した置換基に存在する場合（環外）と、環自体の一部として存在する場合（環内）がある。後者の場合、その環は複素環と呼ばれる。ピリジンやフランは芳香族複素環の例であり、ピペリジンやテトラヒドロフランは対応する脂環式複素環である。複素環分子が含むヘテロ原子は一般に、酸素、硫黄、窒素であり、特に窒素は生化学系でよく見られる。
複素環は、アニリン染料や医薬品など、幅広い製品に広く見られる。さらに、アルカロイド、ビタミン、ステロイド、核酸（例：DNA、RNA）など、多様な生化学的化合物にもよく見られる。
環と環とが辺で結合して多環式化合物を形成することがある。プリン (en:英語版) ヌクレオシド塩基は、多環式芳香族複素環の代表的な例である。環と環とが角で結合することもあり、その場合、1つの原子（たいていは炭素）がそれぞれの環に2つずつ結合を形成する。このような化合物はスピロ化合物と呼ばれ、いくつかの天然物において重要な役割を果たしている。

### ポリマー

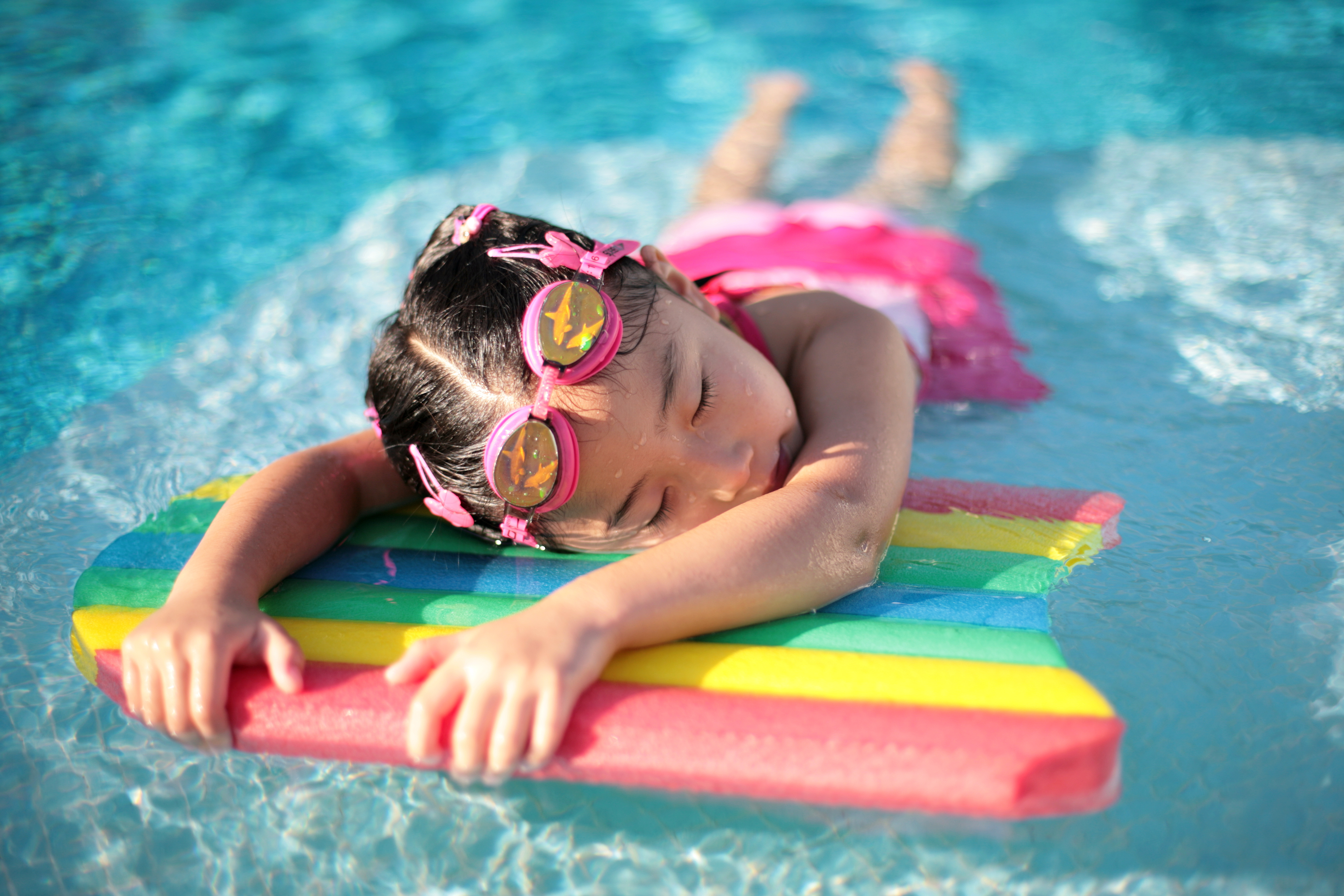
このスイミングボードはポリスチレン・ポリマーで作られている

炭素の重要な性質の一つは、炭素-炭素（炭素対炭素）結合で連結した鎖やネットワークを容易に形成できることである。この結合過程は重合と呼ばれ、鎖やネットワークはポリマー（重合体）と呼ばれる。原料となる化合物はモノマーと呼ばれる。
ポリマーには、合成ポリマーと、生体高分子という2つの主要なグループがある。合成ポリマーは人工的に製造され、一般に合成樹脂あるいはプラスチックと呼ばれる。生体高分子は、自然環境の下で、あるいは人為的な介入なしに合成される。

### 生体分子

マイトトキシンは、複雑な構造の有機生物毒素である

生体分子化学（英: biomolecular chemistry）は有機化学の主要な分野であり、生化学者によって広く研究されている。生体内では、多くの複雑な多官能基分子が重要な役割を果たしている。その中には、ペプチド、デオキシリボ核酸（DNA）、リボ核酸（RNA）、それに動物性のグリコーゲンや植物性のセルロースなどの多糖類を含む長鎖の生体高分子がある。その他の主要な分子群には、アミノ酸（ペプチドやタンパク質のモノマー構成要素）、炭水化物（多糖類を含む）、核酸（高分子のDNAやRNAを含む）、脂質などがある。また、動物の生化学には、クエン酸回路を介してエネルギー産生を助ける多くの低分子中間体があり、体内で最も豊富な炭化水素であるイソプレンを生成する。動物では、イソプレンは重要なステロイド構造（コレステロール）や、ステロイドホルモン化合物を形成し、植物では、テルペン、テルペノイド、一部のアルカロイド、そしてさまざまな植物種の乳液中に含まれ、天然ゴムの原料となるポリイソプレノイドと呼ばれる炭化水素類を形成する。生物学者はしばしば、上記の生体分子を、タンパク質、脂質、炭水化物、核酸の4つの主要グループに分類する。石油とその誘導体は有機分子とみなされており、これは石油が生物、すなわち生体分子の化石化に由来するという事実と一致している。

### 小分子

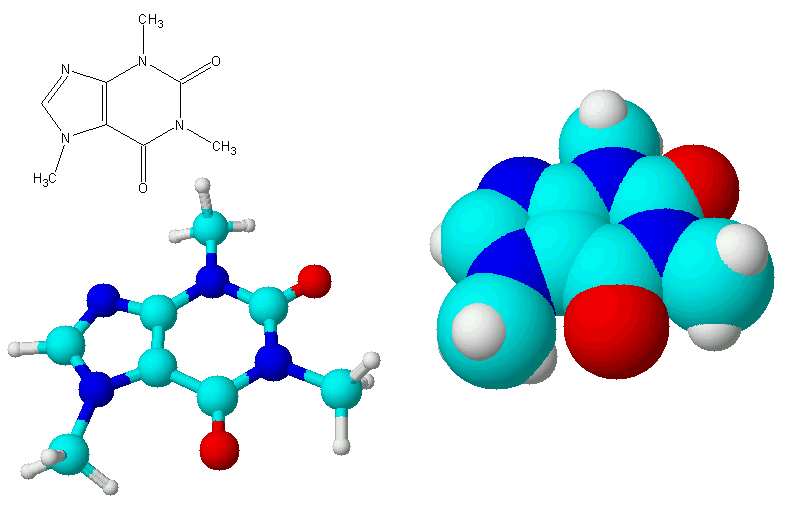
カフェインの分子モデル

薬理学において、有機化合物の重要なグループの一つに小分子があり、これは低分子有機化合物とも呼ばれる。ここでいう小分子とは、生物学的に活性があるものの、ポリマーではない小さな有機化合物を指す。実際には、小分子のモル質量はおおよそ1000 g/mol 未満である。

### フラーレン
フラーレンおよびカーボンナノチューブは、球状および管状の構造を持つ炭素化合物であり、材料科学の関連分野で活発に研究されている。最初のフラーレンは、1985年にイギリスのハロルド・クロトー、アメリカのリチャード・E・スモーリーおよびロバート・F・カール・ジュニアによって発見された。彼らは、ヘリウムガス雰囲気中でレーザーを用いてグラファイト棒を気化させ、60 個の炭素原子（C60）が単結合と二重結合で結合し、12個の五角形と20個の六角形の面を持つ中空の球体を形成する籠状の分子を得た。この分子はサッカーボールのような構造である。1996年、3人はその先駆的な研究によりノーベル賞を受賞した。C60分子は、同じ構造原理で設計されたジオデシック・ドームで知られるアメリカの建築家R・バックミンスター・フラーにちなんで、バックミンスターフラーレン（簡潔にバッキーボールとも）と名付けられた。

### 他の有機化合物
炭素と窒素、酸素、ハロゲンとの結合を含む有機化合物は、通常は個別に分類されない。その他の化合物は、有機化学の主要なグループに分類され、有機硫黄化学、有機金属化学、有機リン化学、有機ケイ素化学といったな名称で議論されることがある。

## 有機反応
有機反応とは、有機化合物が関与する化学反応のことである。これらの反応の多くは官能基と関連している。こうした反応の一般理論では、鍵となる原子の電子親和力、結合強度、立体障害などの特性を慎重に分析する必要がある。これらの要因は、短寿命の反応中間体の相対的な安定性を決定づける可能性があり、通常は反応経路を直接決定する。
基本的な反応の種類は、付加反応、脱離反応、置換反応、ペリ環状反応、転位反応、酸化還元反応である。一般的な反応の例として、次のように表される置換反応がある。
Nu−
  +  C–X   →  C–Nu + X−

ここで、X は何らかの官能基、Nu は求核剤である。
有機反応の数は無限にある。しかし、多くの一般的あるいは有用な反応を説明できる、いくつかの一般的なパターンが観察されている。それぞれの反応には、それがどのように起こるかを段階的に説明する反応機構がある。ただし、反応物を列挙しただけでは、各段階の詳細が明確になるとは限らない。
任意の反応機構の段階的な経過は、巻き矢印の記法で表すことができる。これは、出発物質が中間体を経て最終産物へと推移する際の電子の動きを、弧を描く矢印を用いて追跡する。

## 有機合成

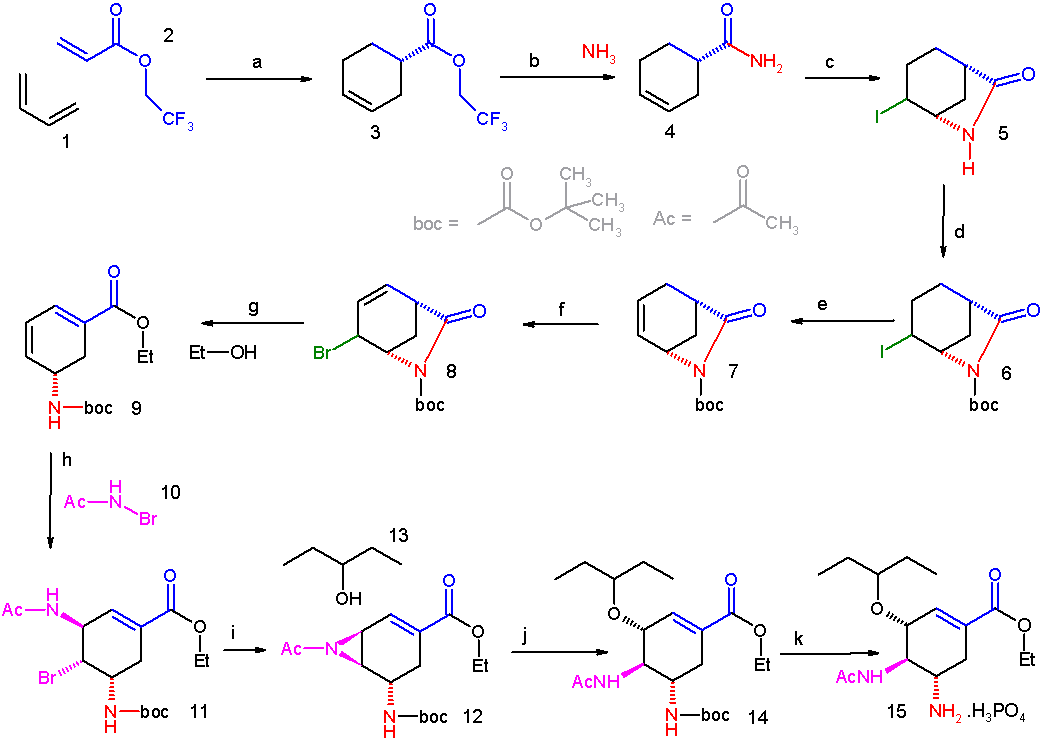
E.J.コーリーによって設計されたオセルタミビル (タミフル) の合成法。この合成法は、11段階の異なる反応で構成される。

有機合成化学は、工学（実用的な目的のための設計、解析、および／または構築）と境界を接する応用科学の一分野である。新規化合物の有機合成は、最適な出発物質から最適な反応を選択し、目的分子の合成法を設計する課題解決型の過程である。複雑な化合物では、目的分子を段階的に構築する数十もの反応段階を経ることもある。有機合成は、分子中の官能基の反応性を利用して進行する。たとえばカルボニル化合物は、エノラートに変換することで求核剤として、または求電子剤として使用でき、この2つを組み合わせた反応はアルドール反応と呼ばれる。実用的で役立つ合成を設計するには、常に実験室で実際に合成を行う必要がある。複雑な分子の新しい合成経路を創出する科学的実践は、全合成と呼ばれる。
合成を設計する戦略の一つに、E.J.コーリーによって普及した逆合成がある。これは、目的分子を出発点として既知の反応に基づいてそれを分割する手法である。この部品または候補となる前駆体は、入手可能で理想的には安価な出発原料に到達するまで、同じ手順が繰り返される。その後、逆合成を反対方向に進めて合成反応式を導き出す。各化合物や各前駆体には複数の合成が存在するめ、合成ツリーを構築することができる。

## 参照項目
- 化学分野の出版物一覧（英語版） - 分野別に整理された化学分野の出版物のリスト
- 化学反応の一覧 - 有機化学でよく知られている反応や試薬のリスト
- 分子モデリング（英語版） - 分子の挙動をモデル化するための理論的および計算的な手法

### 和書
- 概論
  - 山口 良平, 山本 行男, 田村 類『ベーシック有機化学（第2版）』化学同人、2010年11月15日。ISBN 9784759814392。
  - 小尾 紀行 著、夏苅英明, 高橋秀依 編『有機化学』化学同人〈ベーシック薬学教科書シリーズ5〉、2009年。doi:10.14894/faruawpsj.45.3_216_2。ISBN 9784759816228。
  - 大須賀 篤弘, 東田 卓『基礎 有機化学』サイエンス社、2004年4月10日  2004。ISBN 978-4-7819-1058-1。
  - 山口 達明『有機化学の理論（第五版）-学生の質問に答えるノート-』三共出版、2020年10月。ISBN 978-4-7827-0798-2。
- 化学史
  - 山中 康資『はじめて学ぶ科学史』共立出版、2014年9月24日。ISBN 9784320005945。
  - 廣田 襄『現代化学史 - 原子・分子の科学の発展』京都大学学術出版会、2013年10月。ISBN 9784876982837。
- 構造論
  - 中筋一弘, 久保孝史, 鈴木孝紀, 豊田真司『構造有機化学』東京化学同人、2020年1月10日。ISBN 9784807909575。
  - 戸部 義人, 豊田 真司『構造有機化学』朝倉書店〈朝倉化学大系 4〉、2016年9月10日。ISBN 978-4-254-14634-9。
  - 中田 宗隆『化学結合論』裳華房、2012年9月。ISBN 978-4-7853-3417-8。
  - 高塚 和夫『化学結合論入門』東京大学出版会、2007年9月15日。ISBN 9784130625067。
  - George W. Wheland 著、永井 芳男 訳『共鳴理論―その有機化学への応用』技報堂、1950年。
- 反応論
  - Rakesh Kumar Parashar 著、柴田 高範, 小笠原 正道 , 鹿又 宣弘,  斎藤 慎一, 庄司 満 訳『合成有機化学 - 反応機構によるアプローチ』東京化学同人、2011年3月4日。ISBN 9784807907373。
  - 小方 芳郎『有機反応論』丸善、1962年。
- 生物有機化学
  - 亀井 碩哉『ひとりでマスターする生化学』講談社、2015年9月25日。ISBN 9784061538955。